# Quần vợt tại Đại hội Thể thao Đông Nam Á 1983
Quần vợt tại Đại hội Thể thao Đông Nam Á năm 1983 được tổ chức tại Singapore Tennis Centre, Singapore, từ ngày 29 tháng 5 đến 5 tháng 6 năm 1983. Chương trình thi đấu bao gồm bảy nội dung tiêu chuẩn: đơn nam, đơn nữ, đôi nam, đôi nữ, đôi nam–nữ (mixed doubles), cùng các nội dung đồng đội nam và đồng đội nữ.
Môn quần vợt chứng kiến sự cạnh tranh giữa đoàn thể thao Indonesia và Thái Lan khi cả hai đều giành được 3 huy chương vàng.

## Tóm tắt kết quả
| Nội dung     | Vàng                                                                                | Bạc                                                                                     | Đồng                                                                                   |
| ------------ | ----------------------------------------------------------------------------------- | --------------------------------------------------------------------------------------- | -------------------------------------------------------------------------------------- |
| Đơn nam      | Manuel Valleramos                                                                   | Tintus Wibowo                                                                           | Sombat Uamongkol                                                                       |
| Đôi nam      | Thái Lan · Sombat Uamongkol · Panomkorn Pladchurnil                                 | Indonesia · Tintus Wibowo · Yustedjo Tarik                                              | Indonesia · Hadiman · Donald Wailan-Walalangi                                          |
| Đơn nữ       | Jongkrak Sreud                                                                      | Lim Phi-Lan                                                                             | Suzanna Anggarkusuma                                                                   |
| Đôi nữ       | Thái Lan · Jongkrak Sreud · Weena Maneesai                                          | Thái Lan · Srikanya Honsiri · Cheladda Chanmareong                                      | Indonesia · Conny Maramis · Tutut Nugroho                                              |
| Đôi nam nữ   | Indonesia · Hadiman · Sri Utaminingsih                                              | Indonesia · Tintus Wibowo · Suzanna Anggarkusuma                                        | Thái Lan · Suthorn Klaharn · Cheladda Chanmareong                                      |
| Đồng đội nam | Indonesia · Tintus Wibowo · Yustedjo Tarik · Donald Wailan-Walalangi · Hadiman      | Philippines · Rudolf Gabriel · Alexander Marcial · Manuel Tolentino · Manuel Valleramos | Thái Lan · Suthorn Klaharn · Supoj Meesawad · Panomkorn Pladchurnil · Sombat Uamongkol |
| Đồng đội nữ  | Indonesia · Suzanna Anggarkusuma · Conny Maramis · Tutut Nugroho · Sri Utaminingsih | Thái Lan · Srikanya Honsiri · Cheladda Chanmareong · Jongkrak Sreud · Weena Maneesai    | Philippines · Dyan Castillejo · Jackie Castillejo · Jeannette Gomez · Edna Olivarez    |

## Bảng huy chương
| Hạng               | Đoàn               | Vàng | Bạc | Đồng | Tổng số |
| ------------------ | ------------------ | ---- | --- | ---- | ------- |
| 1                  | Indonesia (INA)    | 3    | 3   | 3    | 9       |
| 2                  | Thái Lan (THA)     | 3    | 2   | 3    | 8       |
| 3                  | Philippines (PHI)  | 1    | 1   | 1    | 3       |
| 4                  | Singapore (SIN)    | 0    | 1   | 0    | 1       |
| Tổng số (4 đơn vị) | Tổng số (4 đơn vị) | 7    | 7   | 7    | 21      |